# Novossil
Novossil (en russe : Новосиль) est une ville de l'oblast d'Orel, en Russie, et le centre administratif du raïon de Novossil. Sa population s'élevait à 2 938 habitants en 2024.

## Géographie
Novossil est située sur la rive droite de la rivière Zoucha, à 64 km (77 km par la route) au sud-est d'Orel.

## Histoire
Novossil est mentionnée pour la première fois en 1155, comme une forteresse, appelée Itil. Elle était au Moyen Âge le siège de la famille des Riourikides. Novossil a le statut de ville depuis 1777.
Pendant la Seconde Guerre mondiale, Novossil fut occupée par l'Allemagne nazie du 13 novembre 1941 au 27 décembre 1941.

## Population
Recensements (*) ou estimations de la population
| 1856  | 1897* | 1913  | 1926* | 1931  |
| ----- | ----- | ----- | ----- | ----- |
| 3 000 | 2 912 | 4 800 | 2 728 | 2 800 |

| 1939* | 1959* | 1970* | 1979* | 1989* |
| ----- | ----- | ----- | ----- | ----- |
| 3 300 | 2 439 | 3 003 | 3 194 | 4 198 |

| 2002* | 2010* | 2012  | 2013  | 2014 |
| ----- | ----- | ----- | ----- | ---- |
| 4 017 | 3 658 | 3 598 | 3 471 | -    |